# Кумгансан
Кумгансан (кор. 금강산, 金剛山 — Алмазна гора) або гори  Кумган — це гірський масив пік якого 1,638 метрів заввишки, знаходиться у Канвондо, КНДР. Він розташований на східному узбережжі країни, в туристичному регіоні гори Кумганг, який раніше був частиною провінції Канвон, і є частиною гірського хребта Тебек, який тягнеться вздовж сходу Корейського півострова. Гора лежить близько за 50 км від південнокорейського міста Сокчо в Канвондо.

## Сезонні назви

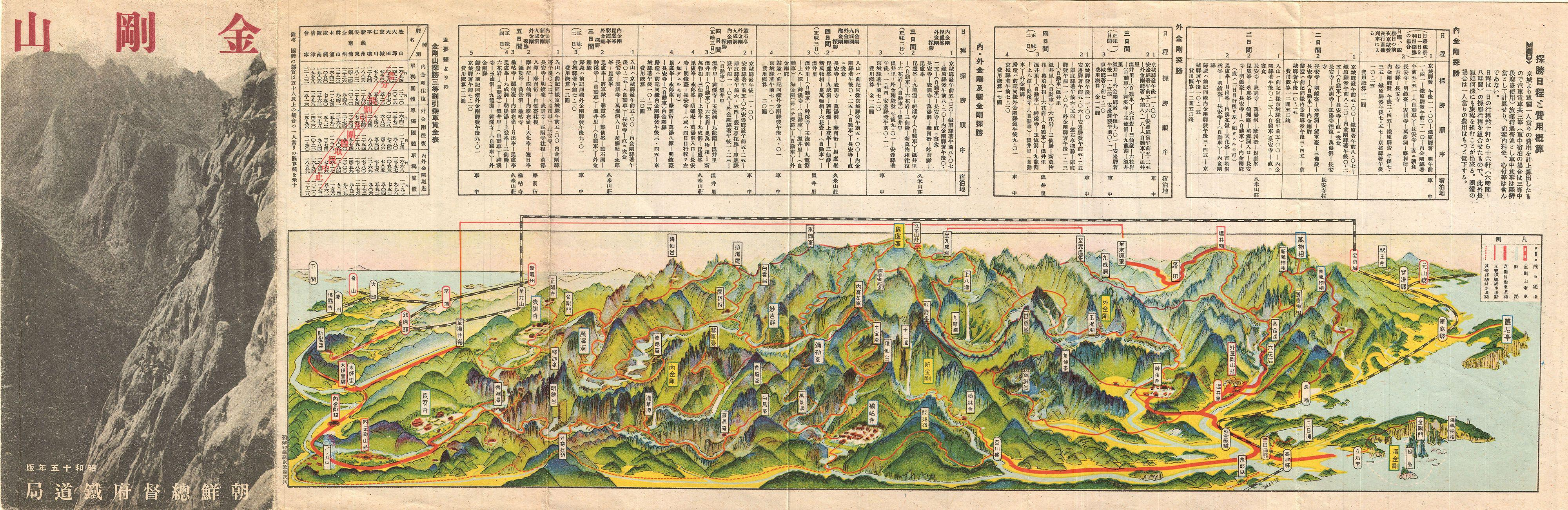
Японська карта Kongō-san або Mount Kumgang у 1939 році.

Гори Кумгансан відомі своєю мальовничою красою з давніх часів і є предметом багатьох різноманітних творів мистецтва. Включно з назвою весни Kŭmgangsan (Korean, кор. вимова: [kɯmɡaŋsʰan]), воно має багато різних назв для кожної пори року, але найбільш широко відоме сьогодні в корейській мові як Kŭmgangsan. Влітку його називають Понресан (봉래산,: місце, де живе Дух ); восени, Пунаксан (풍악산,楓岳山: пагорб із кольорового листя, або楓骨山: велика гора з кольорового листя); взимку Каеголсан (개골산,皆骨山: кам’яна кісткова гора).

## Формування

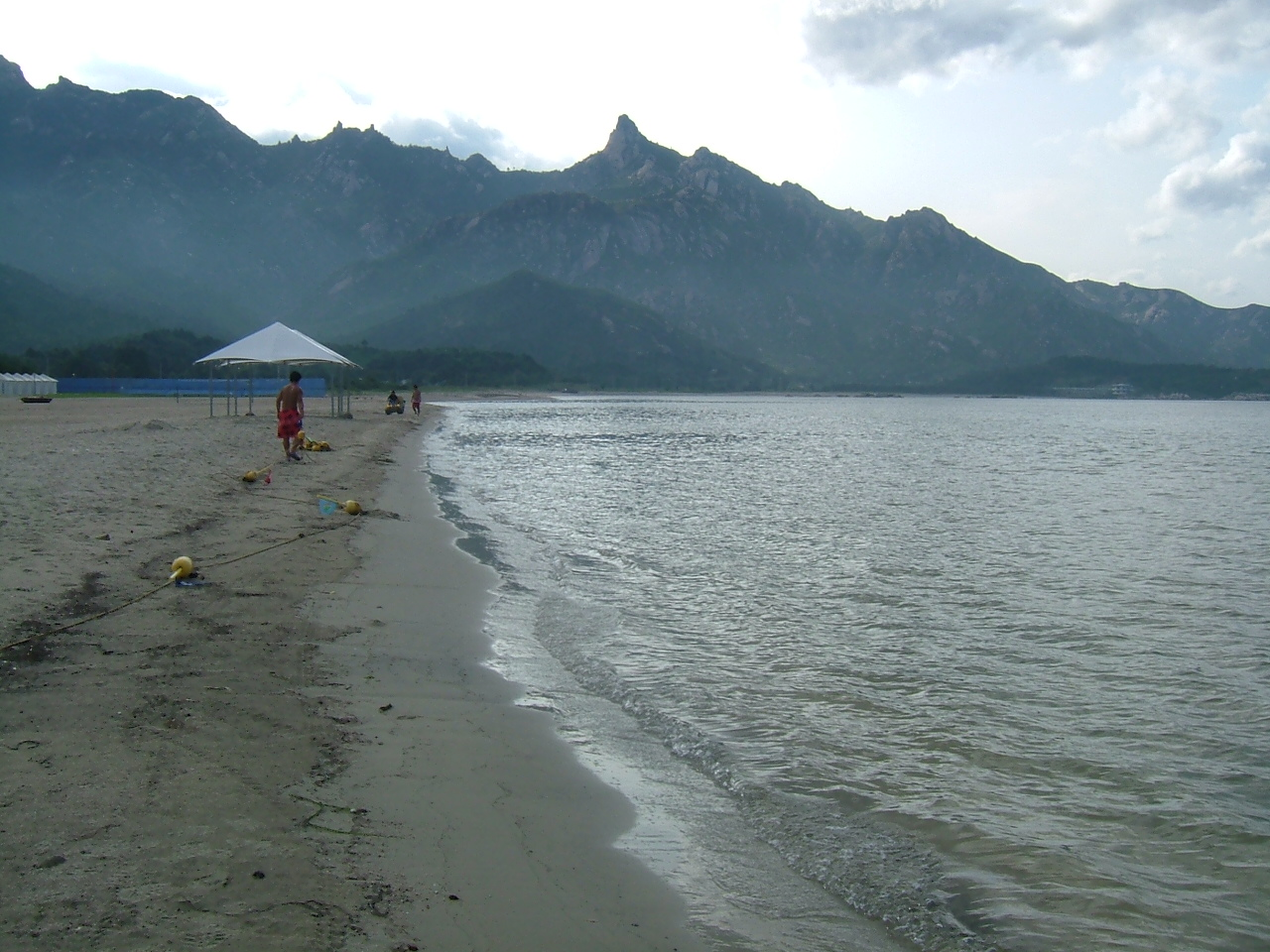
Гори Кумгансан від узбережжя

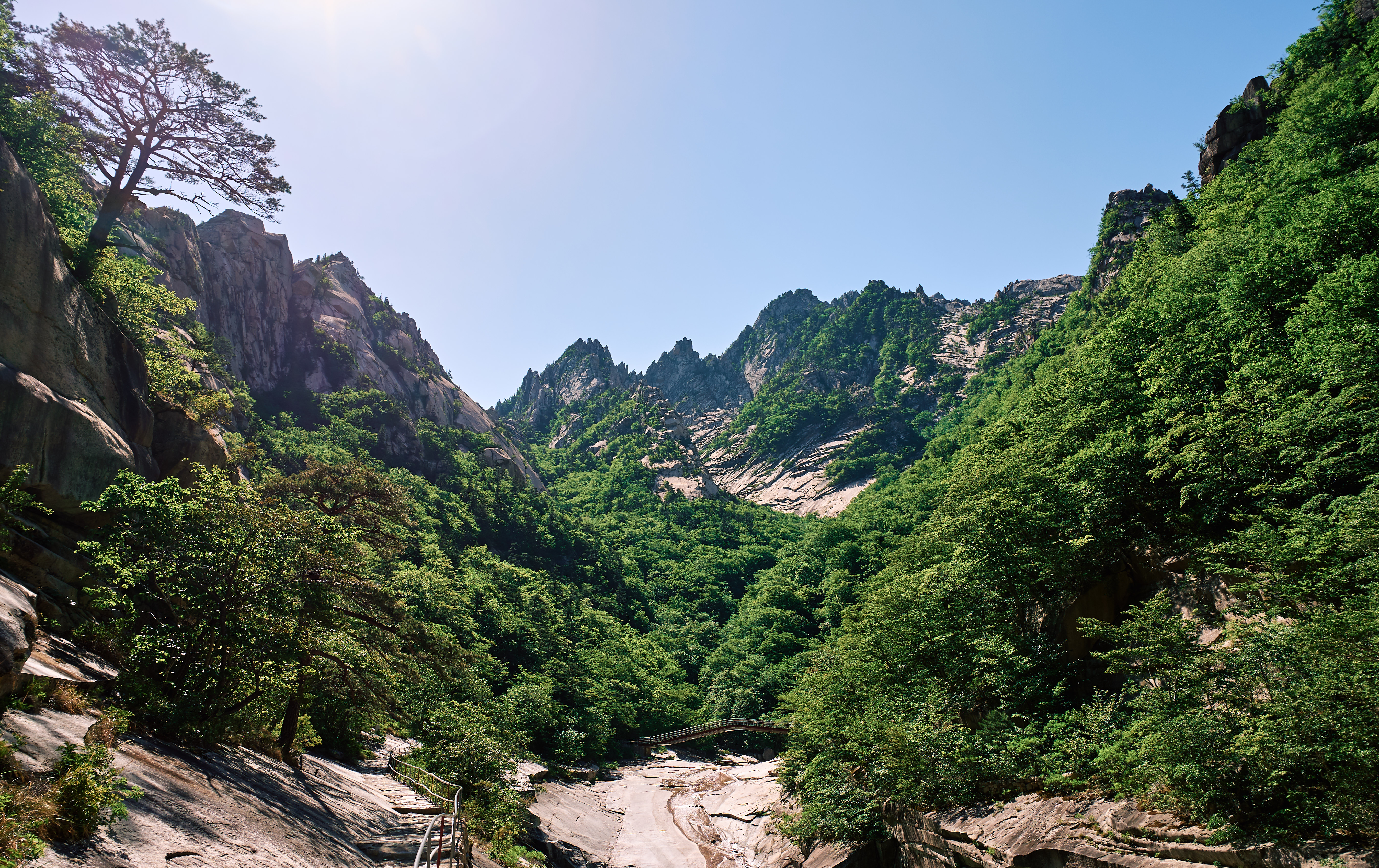
Гори Кумгансан

Створення гір Кумгансан тісно пов’язане з унікальним кліматом і особливою геологічною діяльністю регіону. Гори Кумгансан – це регіон, де дощі та сніг випадають відносно сильно, а клімат змінюється залежно від висоти над рівнем моря та навіть розташування зі сходу на захід. Геологічний шар Кумгансан складається з кількох типів гірських порід давніх геологічних періодів. Найпоширенішими породами є граніти двох типів (змішані і забарвлені), на окремих ділянках утворюються граніто-гнейсові зони удобрення. Скелі поперечно орієнтовані і утворюють стики в різних напрямках, утворюючи незвичайні місцевості та дивні породи, які утворилися в результаті ерозії протягом тривалого періоду діяльності земної кори та вивітрювання, від 10 мільйонів років до теперішнього часу.

## Географія

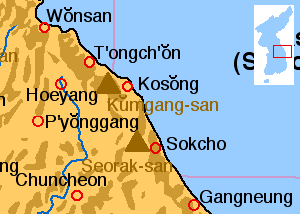
Розташування гори Кумганг у східній Кореї

Гори Кумгансан простягаються від Тончхон-гун, Канвондо в КНДР до Індже-гун, Канвондо в Південні Корея. Розміри до 40 км завдовжки зі сходу на захід та 60 км з півночі на південь, загальною площею 530 км² до задньої частини Пектудегана. Вони розділені між «Внутрішнім Кумгансаном» на заході та «Зовнішнім Кумгансаном» на сході. Місцевість на східній стороні річки Йонгом називається «Хе Кумганг» («Морський Кумганг»). Головною вершиною гори Кумганг є Піробонг, налічується понад 60 вершин висотою понад 1000 метрів. У поєднанні з незліченною кількістю суб-піків, вони історично називалися «12 000 піків». Багато мальовничих місць в цьому районі визнані пам'ятками природи КНДР. Південну частину «Зовнішнього Кумгансану» також називають «Новим Кумгансаном». Є 11 районів у Зовнішньому Кумгансані, 8 у Внутрішньому Кумгансані та 3 у Хе Кумгангу.

## Подальше читання
- Legends of the Kumgang Mountains. Pyongyang: Foreign Languages Publishing House. 1990. OCLC 35310597.